# 克什米尔门 (德里)
克什米尔门（Kashmiri Gate）是德里的一个城门，位于北侧的城墙上，由莫卧儿帝国皇帝沙贾汉建造，因为它朝向克什米尔，是通往克什米尔道路的起点，而命名为克什米尔门。而南面的城门命名为德里门。
克什米尔门现在也是印度北德里、旧德里周边地区的名称，还是一个重要的道路交汇点，红堡、邦际巴士总站和旧德里火车站（Delhi Junction）都在附近。

## 历史

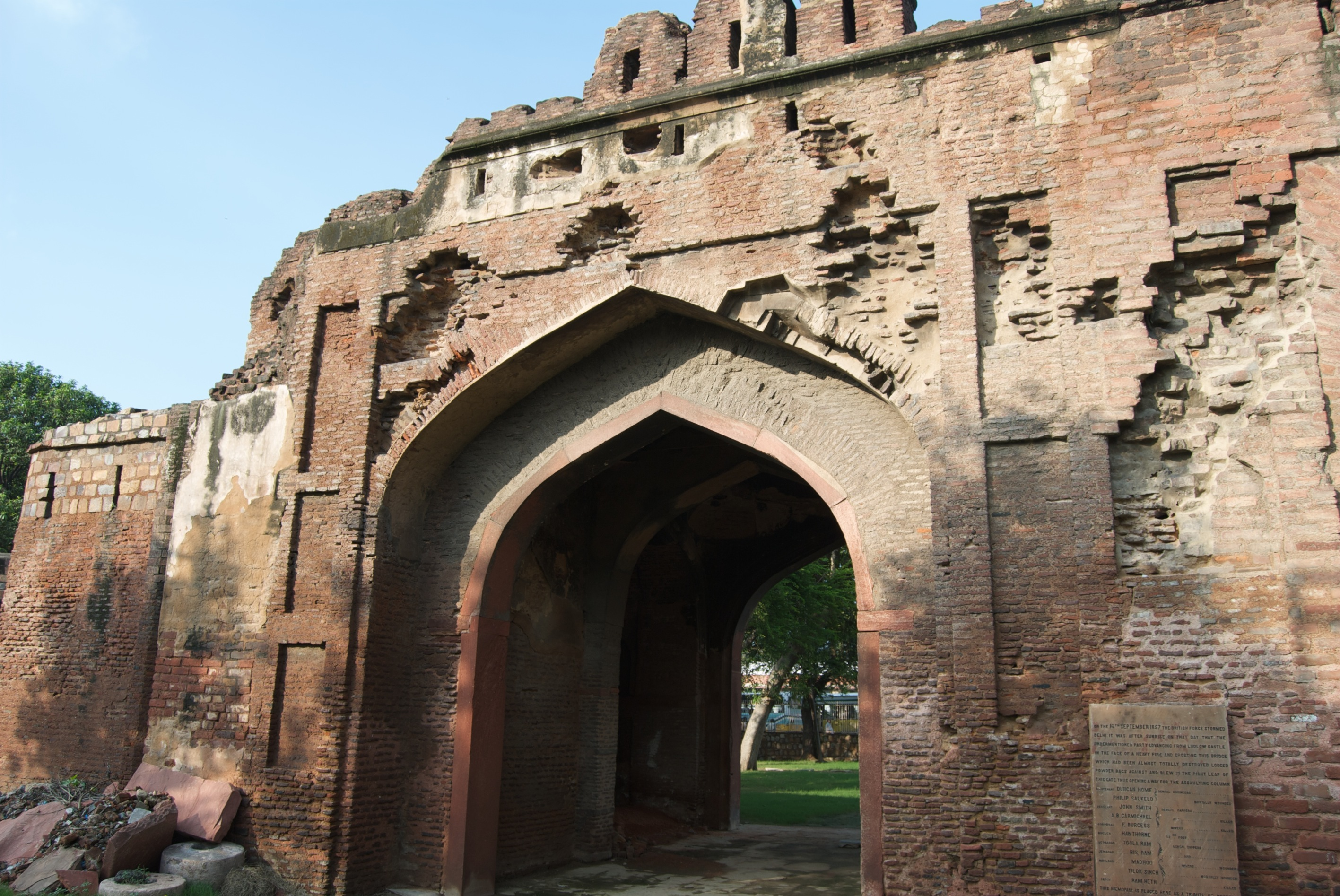

1857年后，克什米尔门成为德里的时尚和商业中心，直到1931年新德里建立后，它才失去了这一地位。
1910年代初，印度政府出版社的雇员在卡什米尔门附近定居， 它包括一个相当大的孟加拉社区。

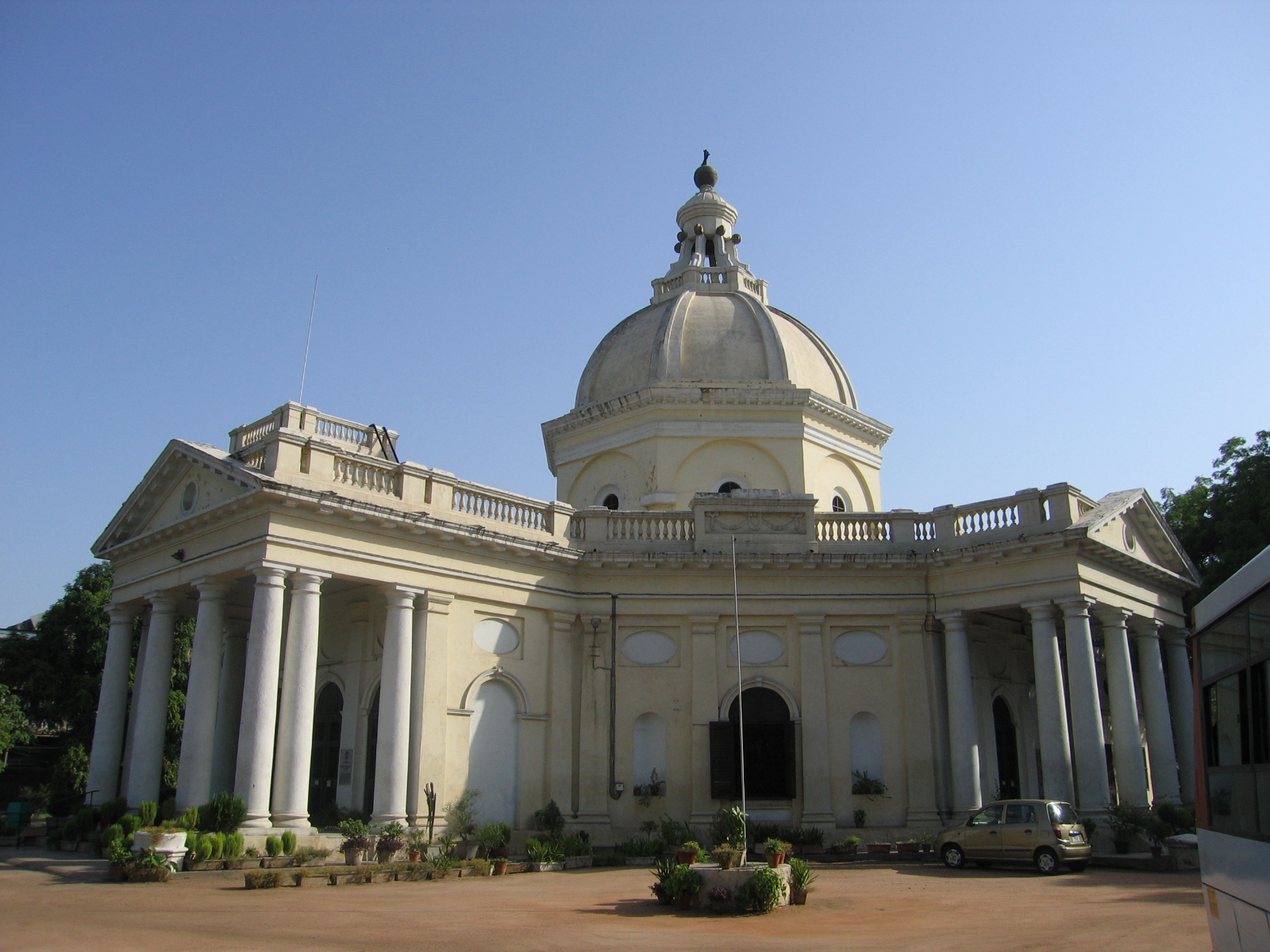
圣雅各教堂

圣雅各堂又名斯金纳教堂，由军官詹姆斯·斯金纳上校委托罗伯特·史密斯少校设计，建于1826-36年之间。

## 地铁
德里地铁的克什米尔门站，是德里地铁红线、德里地铁黄线和德里地铁紫线三条线路的换乘枢纽。红线在上层，而黄线和紫线在下层。 克什米尔门站也是德里地铁的总部。

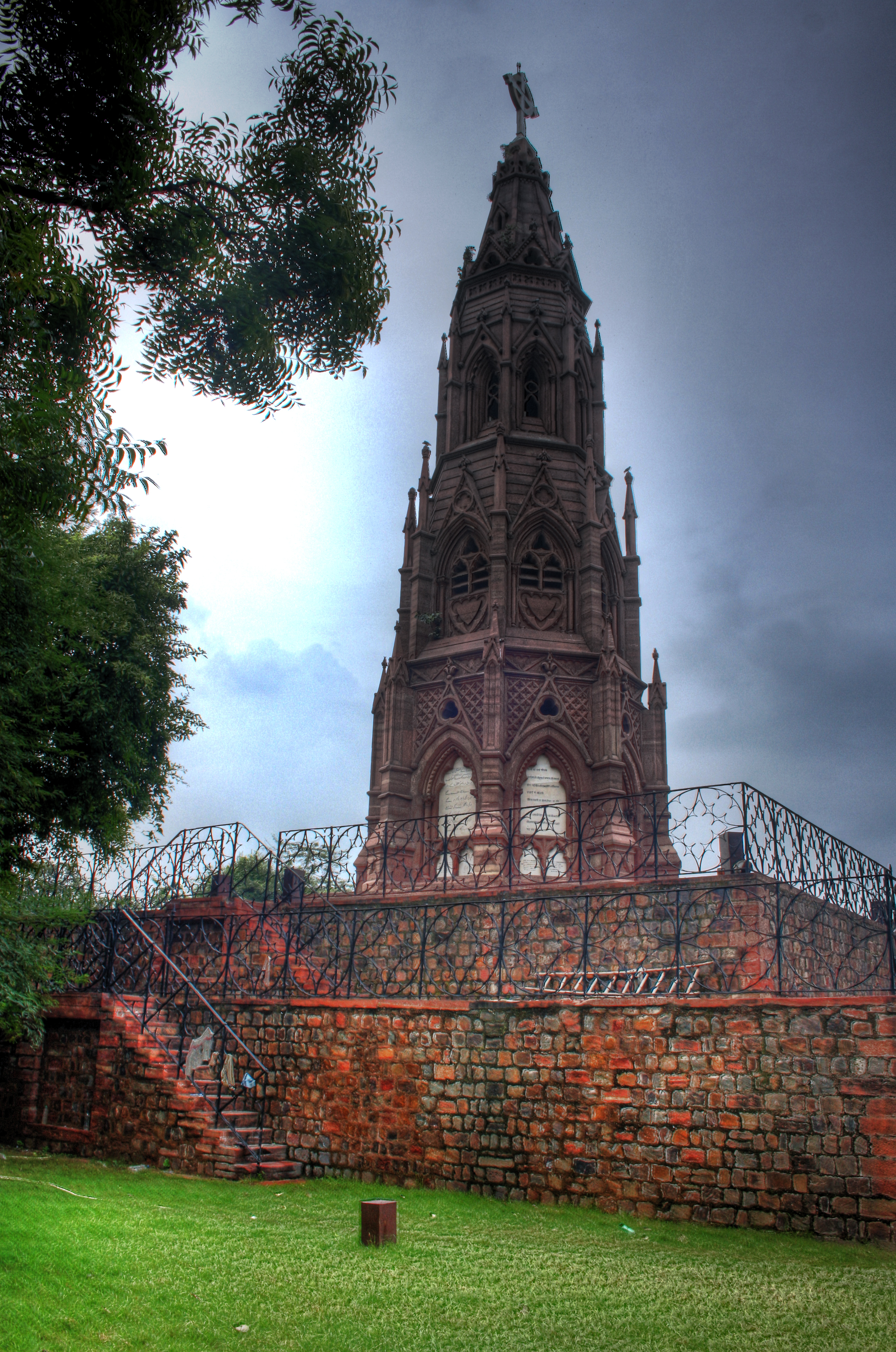
Mutiny Memorial
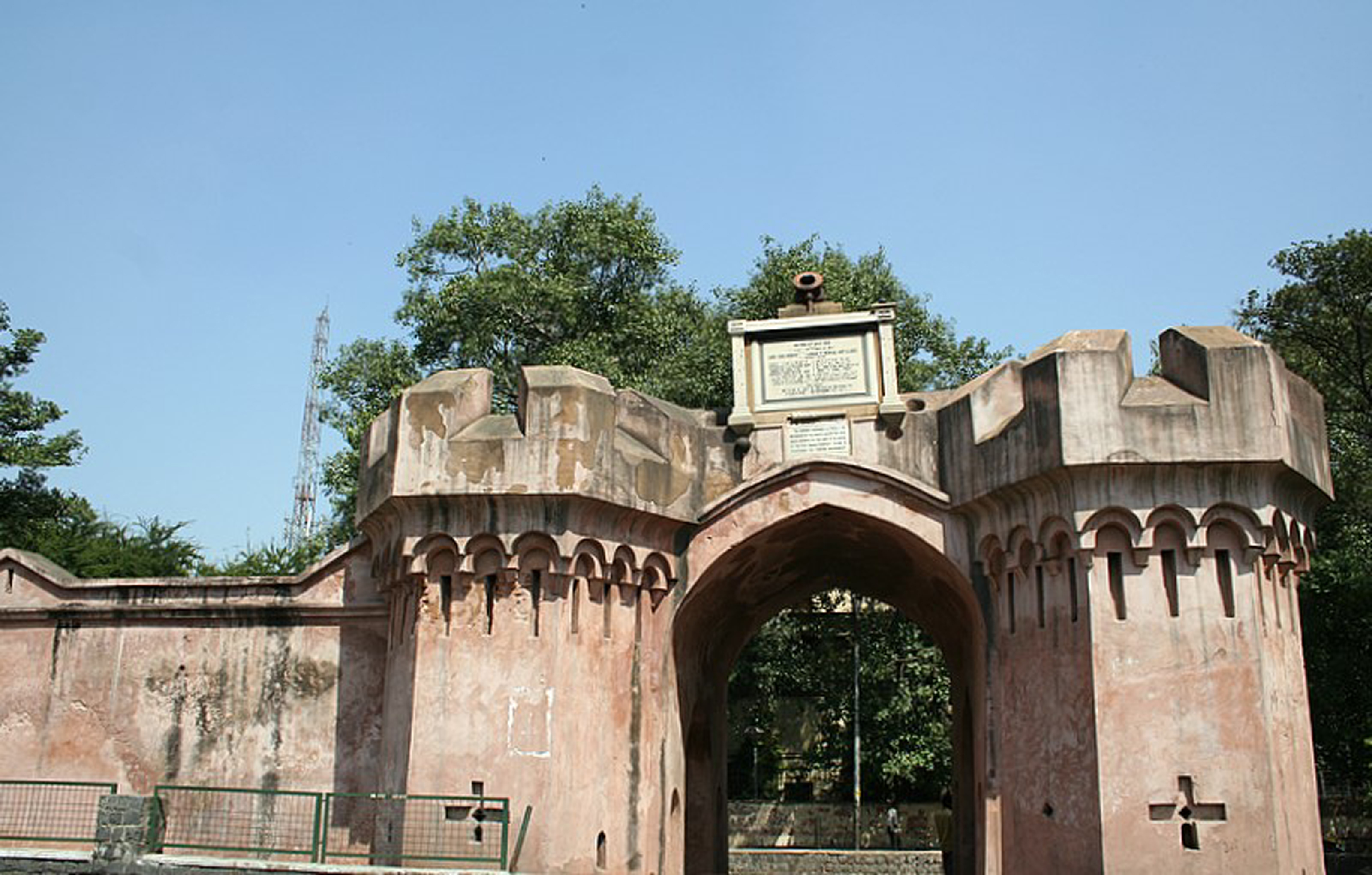
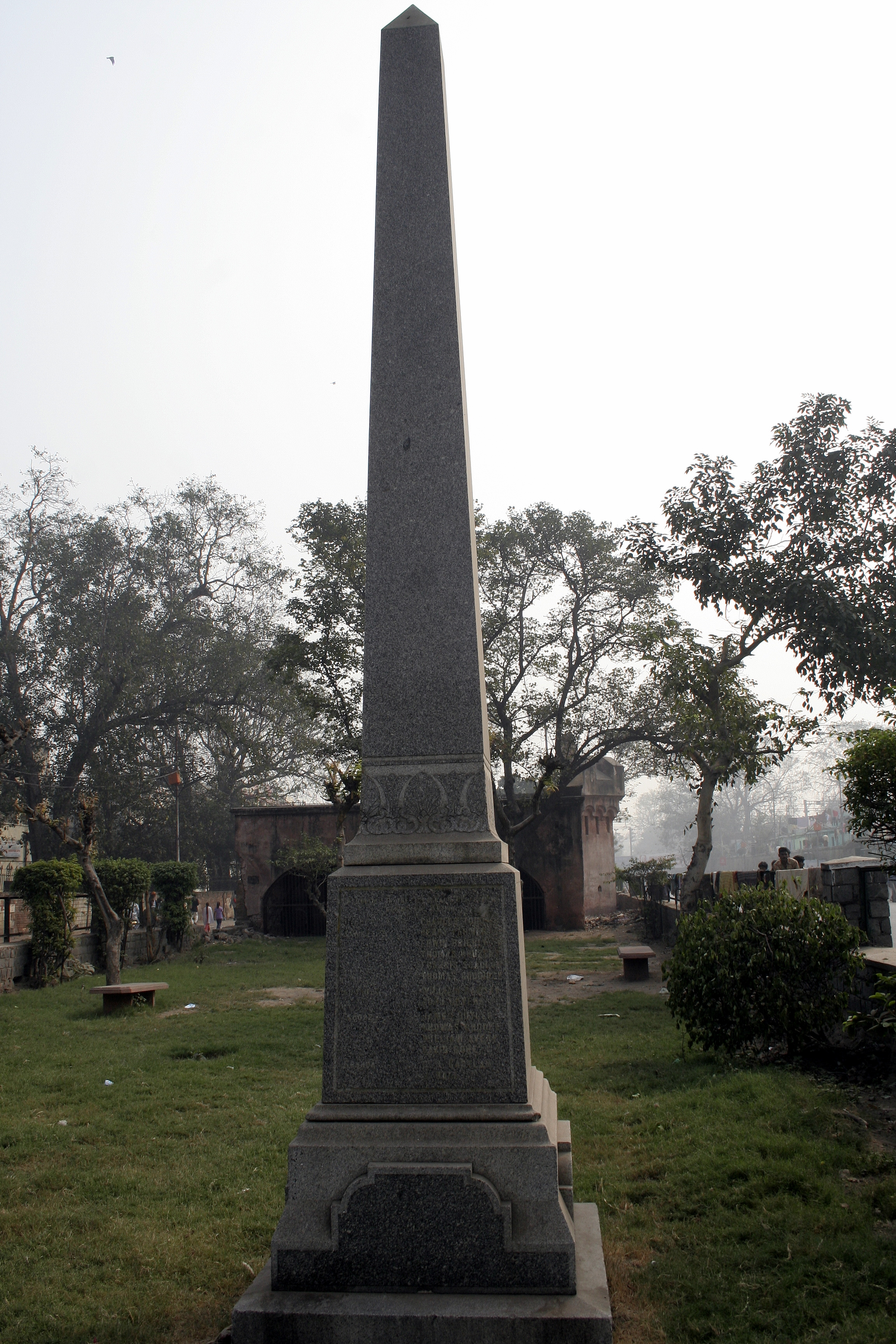
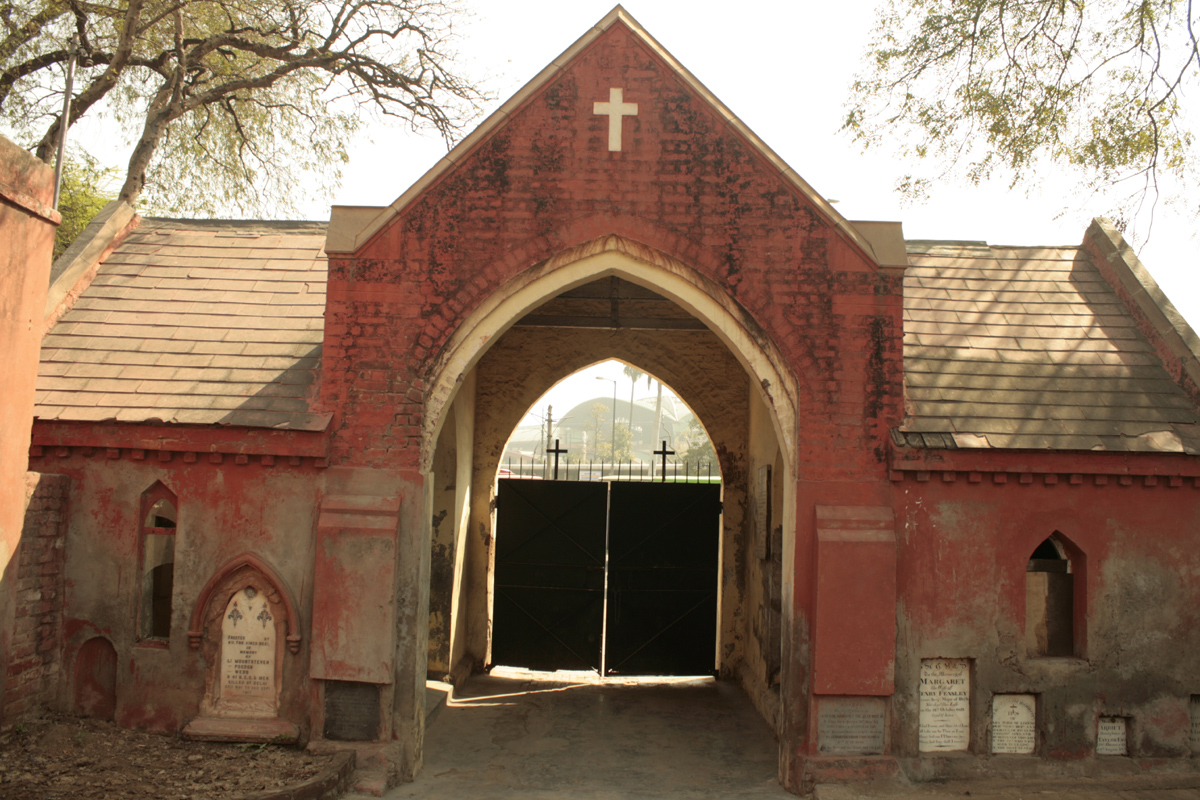
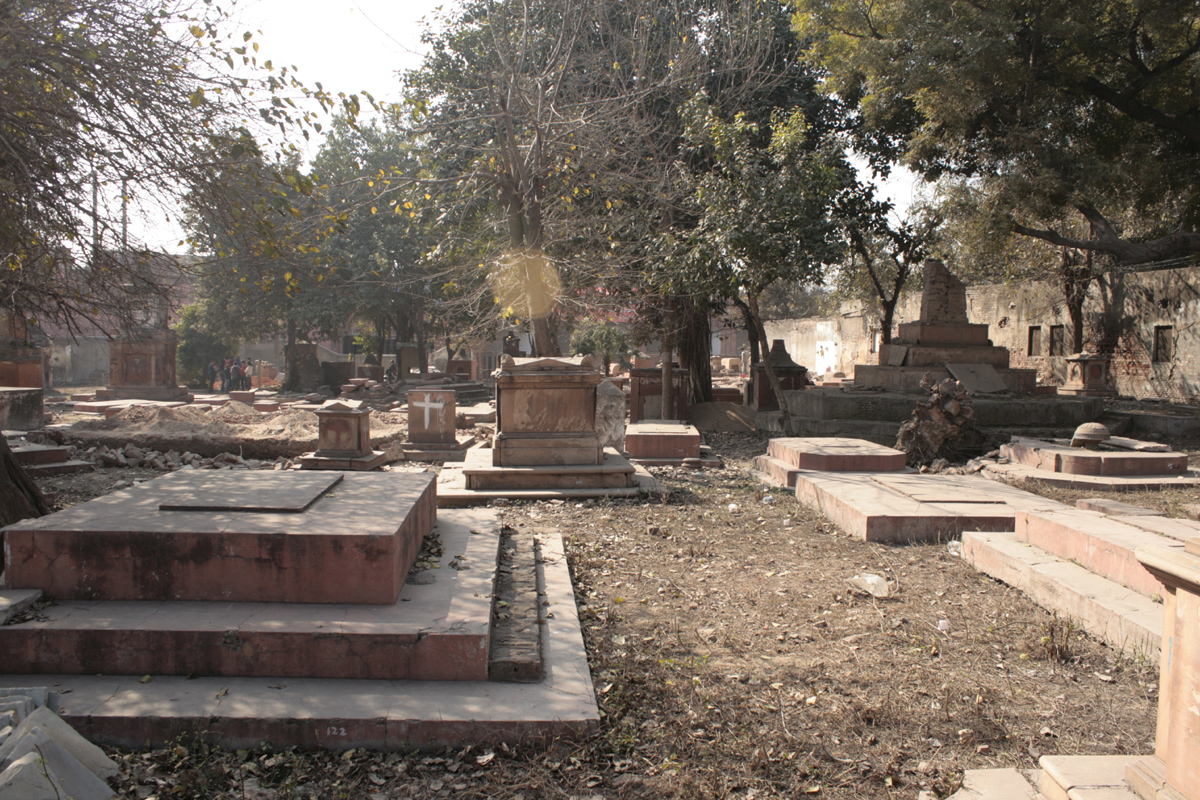